# Marin Casimir Ilboudo
Marin Casimir Ilboudo, né le 3 mars 1958 à Ouagadougou au Burkina Faso, est un homme politique. Il est élu maire de Ouagadougou le 11 mars 2013. Il succède à Simon Compaoré. Il est remplacé à ce poste par une délégation spéciale à la suite de l’insurrection populaire des 30 et 31 octobre 2014.
Accusé de malversations financières, il est arrêté le 24 juin 2015 et libéré 18 mois plus tard.

## Études et diplômes
Entre 1971 et 1979, il est élève à l’école de La Salle. Entre 1979 et 1984, il effectue ses études secondaires au Collège de la Salle et au Lycée Philippe Zinda Kaboré. Il y obtient le baccalauréat série B. Il obtient en 1984 à l’Université de Ouagadougou une Maîtrise en langues vivantes (anglais).

## Vie professionnelle
De 1982 à 1984, il a été professeur d’anglais au Groupe scolaire le Plateau. De 1986 à 1988, et de 1991 à 1993, il a été journaliste-rédacteur aux Éditions Sidwaya.
De 1988 à 1991, il est haut-commissaire de la province du Poni. Il devient conseiller technique au cabinet du ministre de la Communication et de la Culture. Au sein de ce département, il a été membre des organisations des professionnels de ce secteur, notamment : l’Association des journalistes du Burkina (AJB) et le Syndicat national des travailleurs de l’information et de la culture (SYNATIC).

## Carrière politique
Membre fondateur du Congrès pour la démocratie et le progrès (CDP),, il a été conseiller municipal en 1995 de Ouagadougou, réélu en 2000, 2006 et 2012. De 1995 à septembre 1997, il a été président de la Commission des affaires générales et institutionnelles (CAGI) du Conseil municipal. En septembre 1997, il accède aux fonctions de maire de l’arrondissement de Baskuy, reconduit en 2000 et 2006. En 1997, il a également été 2e vice-président de l’Association des municipalités du Burkina Faso (AMBF), réélu au Congrès de janvier 2001 et au congrès d’août 2006.

## Langues parlées
Il maîtrise très bien le mooré, le français et l’anglais et assez bien l’allemand.

## Distinctions
Il est officier de l’Ordre national.

## Vie privée
Il est marié et père de 3 enfants.